# Каррера, Массимо
Ма́ссимо Карре́ра (итал. Massimo Carrera; род. 22 апреля 1964, Поццуоло-Мартезана, Ломбардия) — итальянский футбольный тренер, ранее выступавший как футболист на позиции защитника. Чемпион итальянской Серии А (1995), обладатель Кубка Италии (1995), Суперкубка Италии (1995), Кубка Митропы (1990), Кубка УЕФА (1993), победитель Лиги чемпионов УЕФА (1996).
Первый в истории московского «Спартака» иностранный специалист, которому удалось в своём дебютном сезоне вместе с командой завоевать золото чемпионата России 2016/17 и вернуть клубу чемпионский титул спустя 16 лет. В июне 2017 года назван в числе пятидесяти лучших тренеров планеты по версии британского журнала FourFourTwo.

## Ранние годы
Массимо Каррера родился 22 апреля 1964 года в Поццуоло-Мартезана. Детство Массимо прошло в городке Сесто-Сан-Джованни, который находится на северо-западе Италии в предместье Милана, где он жил с матерью Франческой, отцом Карло и двумя сёстрами Клаудией и Тизанией. С самого детства Каррера был одержим футболом. В 6 лет начал играть в мяч. По его же собственному признанию, едва он встал на ноги и научился пинать круглый, он полюбил его, так как тот был чёрно-белого цвета: уже тогда он знал, что хочет «играть в футбол и делать это только в „Ювентусе“». Помимо самой игры его «с малых лет интересовала фигура наставника», и он «всегда старался взять что-то полезное от каждого тренера». Но главное, чему учился Массимо у своих первых учителей: «чтобы стать хорошим футболистом и добиться значимых результатов, важно с самого детства воспитывать в себе хорошего человека».

## Карьера игрока
Карьера Массимо началась в сезоне 1982/1983, когда он дебютировал в составе футбольного клуба «Про Сесто», чьим воспитанником он является. В 1983 году он перешёл в «Русси». Через год футбольный клуб «Алессандрия» из третьего по силе дивизиона Италии пригласил молодого игрока, который показал себя с наилучшей стороны в межрегиональных играх в России.

### «Пескара»
В 21 год Каррера дебютировал в Серии B, став игроком «Пескары». Несмотря на то, что сезон 1985/86 годов для «дельфинов» получился настолько непредсказуемым, что они едва не вылетели из второго по значимости дивизиона итальянского чемпионата, Массимо повезло с главным тренером Энрико Катуцци, который, увлекаясь линией в рамках тактики тотального футбола задолго до многих, впоследствии названных новаторами, познакомил физически крепкого и выносливого защитника со всеми тонкостями и нюансами игры с «зоной». По словам Карреры, его первый «взрослый» наставник «умел мотивировать и поощрять, когда это было необходимо», и именно он сформировал его как футбольную личность. В Пескаре молодой Каррера успел поиграть с знаковой для того времени фигурой Джан Пьеро Гасперини, который являлся капитаном команды. Первый мяч за новую команду был забит Массимо в сезоне 1985/86 в игре против Лацио.

### «Бари»
Неудивительно, что когда в 1986 году Катуцци возглавил «Бари», вслед за ним в команде оказался и Массимо, который отыграл под его началом ещё два сезона. Спустя три года Каррера в возрасте 25 лет в составе «бело-красных» вышел в Серию A. Однако это случилось уже во времена колоритного Гаэтано Сальмевини, под руководством которого команде из портового города удалось не только удержаться в высшем дивизионе итальянского первенства, но и завоевать в 1990 году Кубок Митропы. «Петушки» играли по экзотической для тех времён схеме — 3-4-2-1 со скрытым либеро. Каррера чаще всего занимал позицию левого центрального защитника, а при переходе на классический модуль с четырьмя защитниками смещался на правый край обороны. Всего же в «Бари» Массимо задержался на целых пять сезонов и стал для жителей одноимённого города легендой. Именно здесь он сформировался в квалифицированного защитника, стал жёстким, иногда даже чрезмерно напористым игроком обороны. В его действиях не было замечено элегантности Алессандро Несты, но он брал физической силой. Возникающие сложности с техникой нивелировал тактической выучкой, видением поля, умением читать игру. По этим качествам его сравнивали с Фабио Каннаваро. Массимо были присущи своевременный отбор, грамотный выбор позиции, налаженное взаимопонимание с партнёрами. К тому же он был настоящим лидером, неслучайно являлся капитаном команды. Всё это позволило ему стать первым игроком в истории клуба, напрямую перешедшим в «Ювентус».

### «Ювентус»
В 1991 году исполнилась мечта Массимо и он перешёл в любимую команду своего детства Ювентус, который заметил перспективного защитника в играх за предыдущие команды, тогда туринцами руководил Джованни Трапаттони, Каррера занял позицию правого защитника. С приходом в 1994 году в команду Марчелло Липпи Массимо был переведён на позицию либеро, став в итоге основным игроком команды, завоевавшей по итогам сезона титул чемпиона Италии и обладателей Кубка Италии и Суперкубка Италии. C приходом в 1995 году в команду Пьетро Верховода Каррера потерял место в основе, и чаще выходил на замену. В конце сезона 1995/96 Каррера в составе клуба победил в Лиге чемпионов в финале обыграв по пенальти амстердамский «Аякс».

### «Аталанта»
В 1996 году Каррера перешёл в «Аталанту», где сходу стал капитаном и лидером команды. В качестве основного игрока отыграл семь сезонов, сыграл 207 матчей и забил 3 мяча, однако трофеев выиграть не сумел. В Бергамо Каррера стал символом команды за волю победе, которую он демонстрировал в каждой игре. Болельщик Аталанты и певец Бепи посвятил песню защитнику команды под названием «Супер Массимо Каррера» переделав известную композицию «Маладетта Примавера», исполненную Лореттой Годжи в начале 1980-х годов.

### Дальнейшие годы
В 2003 году защитник перебрался в «Наполи», где отыграл один сезон вплоть до банкротства клуба, а в следующем сезоне играл в «Тревизо», где являлся игроком резерва. 28 октября 2005 года в 40 лет Каррера перешёл в «Про Верчелли». Массимо Каррера объявил о завершении карьеры в конце сезона 2007/08 в возрасте 44 лет. Всего за карьеру игрок провёл 773 игры, забил 20 голов и выиграл 5 трофеев.

### В сборной
Первый сезон в «Ювентусе» прошёл для Карреры удачно, и в феврале 1992 года игрок получил первый вызов в сборную Италии Арриго Сакки, в которой он сыграл один товарищеский матч против Сан-Марино. Этот матч стал для Карреры единственным за сборную.

## Тренерская карьера

### «Ювентус» и национальная сборная Италии
18 июня 2009 года Каррера стал новым техническим координатором молодёжного сектора «Ювентуса». В роли технического координатора молодёжного сектора Каррера работал до 2011. В этом же году давний партнёр по команде и друг Карреры Антонио Конте возглавил «Ювентус» и пригласил Массимо в главную команду. Во время сезона 2012/13 подменял Конте во время суда в деле о договорных матчах. После суда Конте был дисквалифицирован и Каррера исполнял обязанности главного тренера в начале сезона 2012/13, в том числе руководил командой в матче за итальянский Суперкубок против «Наполи», ставший первым трофеем специалиста в его тренерской карьере. 25 августа Каррера провёл первую игру в серии А в качестве исполняющего обязанности главного тренера. Каррера уступил свою позицию 7 октября 2012 после игры с «Сиеной», проведя 10 игр в качестве исполняющего обязанности главного тренера. Примечательно то, что Каррера ни разу не проиграл с «Ювентусом» в этом промежутке: 7 побед и 3 ничьи. После отставки Конте 16 июля 2014 года Каррера также покинул клуб, а уже 19 августа присоединился к Конте на должности помощника главного тренера сборной Италии. На чемпионате Европы 2016 года сборная Италии с Каррерой в составе дошла до четвертьфинала, где уступила сборной Германии.

### «Спартак» (Москва)

#### Назначение

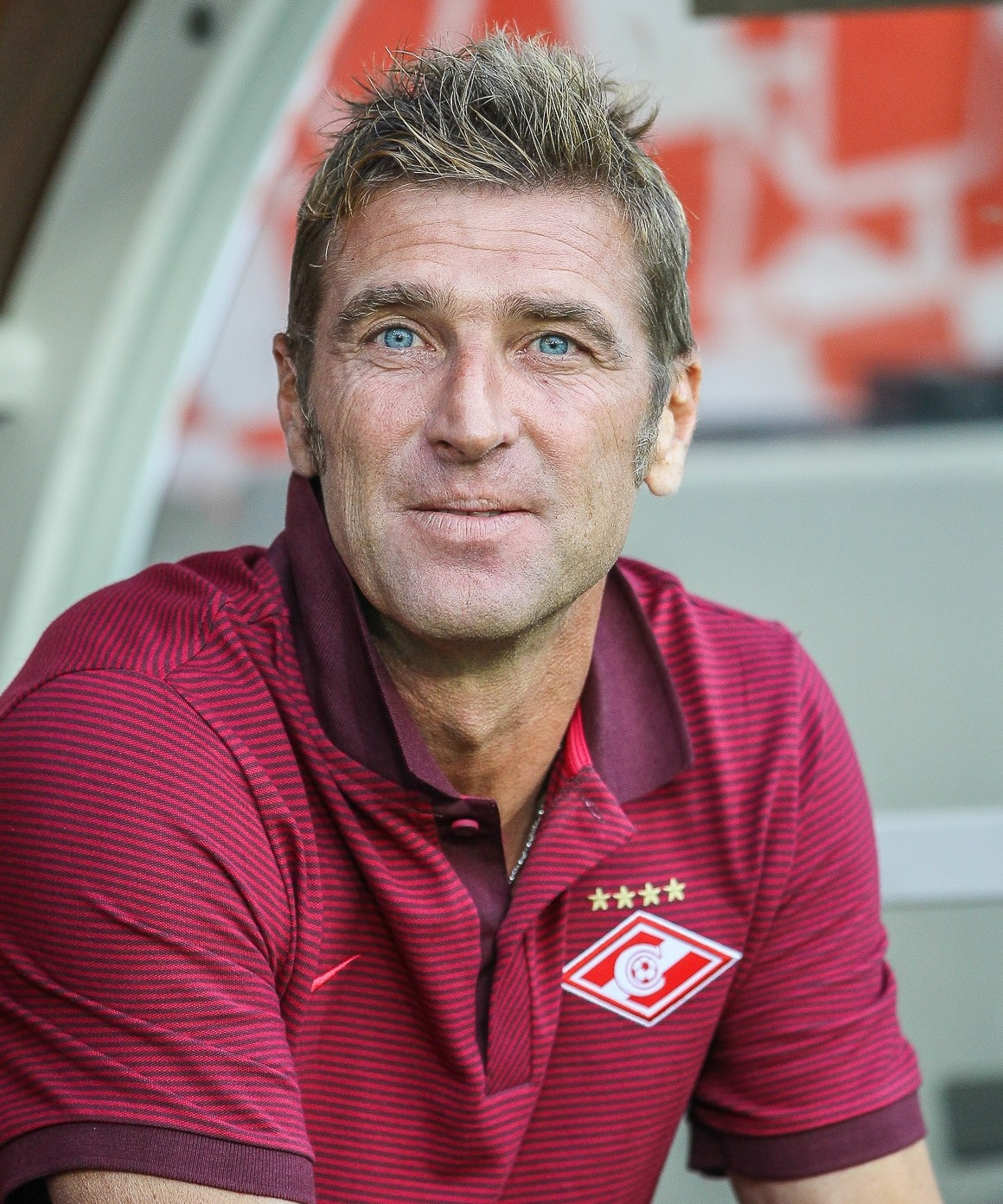
В качестве и. о. главного тренера перед матчем 2-го тура против «Крыльев Советов»

После Евро-2016 Антонио Конте получил должность главного тренера «Челси», но Каррера не смог войти в его тренерский штаб из-за того, что в стане клуба было достаточно своих тренеров. Экс-наставник «Скуадры адзурры» порекомендовал его тренеру вратарей «Спартака» Джанлуке Риомми, и тот в свою очередь предложил клубу специалиста, имя которого основной акционер красно-белых Леонид Федун впервые услышал во время встречи с Конте в начале июня 2014 года. Так Каррера стал помощником Дмитрия Аленичева в московском «Спартаке».
После вылета команды из 3-го квалификационного раунда Лиги Европы, Аленичев подал в отставку, а Каррера занял должность исполняющего обязанности главного тренера. Руководство клуба попросило его возглавить команду на два матча до назначения нового наставника, и Массимо «с радостью согласился, не надеясь остаться на более долгий срок». О нём, как о главном, на тот момент в клубе всерьёз никто не задумывался: назначение в «Спартак» даже не второго, а третьего тренера «Ювентуса» и сборной Италии, но никогда не работавшего ни главным, ни где-либо за границей, представлялось существенным риском. Вариант с Курбаном Бердыевым казался вполне решённым. Но когда стали возникать определённые сложности в переговорах с экс-наставником «Ростова» технический директор клуба Юхан Гераскин поинтересовался у Дениса Глушакова, каков контакт у команды с Массимо. И Глушаков, будучи не назначенным, а выбранным командой капитаном, от лица всех игроков сообщил, что «он реально хороший тренер». Впоследствии об этом же заявил и Федун, отметив, что «ребята сказали, что Каррера — супертренер». Это же подтвердил и Зобнин, признав, что таких сильных мотиваторов никогда не встречал. Всё сложилось воедино: команду Каррера «купил» моментально. Очевидно, что «в тот период я был убедителен», отметит потом Массимо, а «уверенности мне придала команда».
17 августа 2016 года Каррера стал полноценным главным тренером команды. Со специалистом был пересмотрен контракт с финансовыми условиями, соответствующими его новому статусу: в случае если команда финиширует первой или второй в чемпионате, Массимо получит приличный бонус, который покроет разницу между имеющимся и будущим окладом. Срок действия соглашения остался прежним — до 30 июня 2018 года. 22 октября 2018 года Совет директоров ФК «Спартак-Москва» принял решение освободить Массимо Карреру от должности главного тренера.

#### «Золотой» сезон 2016/17
Дебют Карреры в качестве главного тренера состоялся 21 августа, когда «Спартак» одержал победу над «Краснодаром» со счётом 2:0.

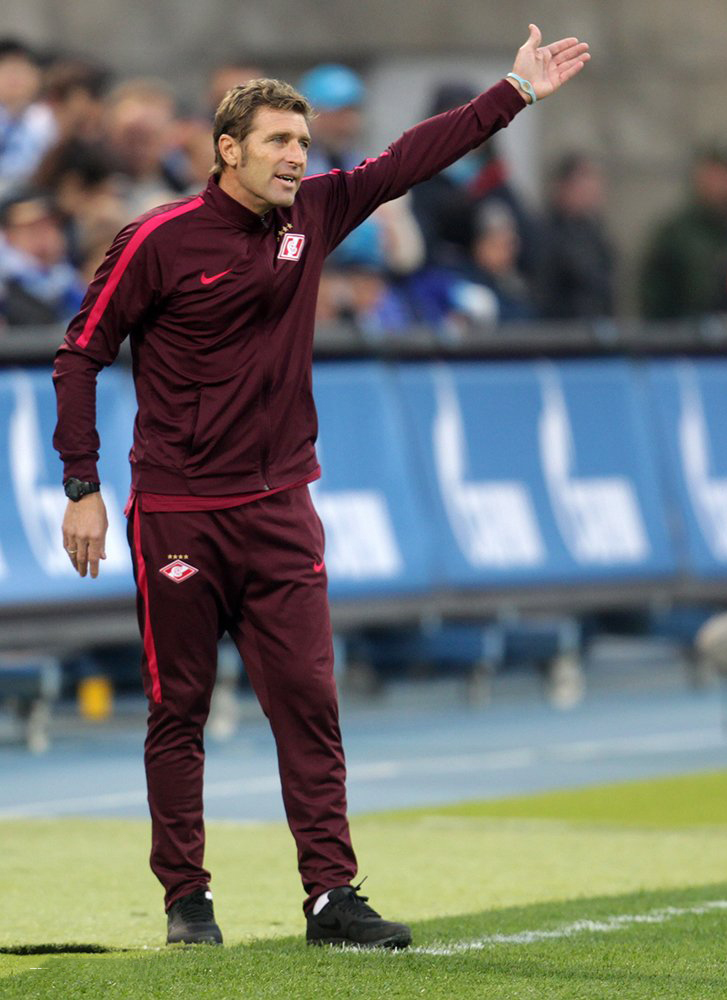
Каррера в качестве главного тренера «Спартака»

Ни одному тренеру в российской истории «Спартака» не удавалось начать работу с командой столь же успешно: в 12 матчах под руководством Карреры клуб набрал 28 очков из 36 возможных (77,78 %). Олег Романцев, Георгий Ярцев и Владимир Федотов сумели взять 3/4 возможных очков, а Валерий Карпин и Станислав Черчесов чуть больше 70 %. Победив «Терек» в Грозном 0:1, «Спартак» завершил первый круг на первом месте: в 15 турах красно-белые, ведомые Каррерой, набрали 37 очков и повторили свой лучший результат по этому показателю для чемпионатов, в которых участвовали 16 клубов. C таким же результатом москвичи пришли к промежуточному финишу в победном сезоне-2000.
Выиграв у «Зенита» со счётом 2:1 в матче 23-го тура, возглавляющий турнирную таблицу «Спартак» Карреры за семь туров до финиша впервые в своей истории увеличил отрыв от ближайшего преследователя ЦСКА до 10 очков. Ранее рекордным для спартаковцев являлось семиочковое преимущество над «Локомотивом» в сезоне 1998 года и девятиочковый гандикап после 27 туров в чемпионате 1993 года, однако тогда у идущего вторым «Ротора» было на одну игру больше.
Одержав в 26-м туре победу над ЦСКА со счётом 2:1, красно-белые нанесли первое поражение армейцам на домашнем стадионе «ВЭБ Арена — Арена ЦСКА» и впервые с 1999 года выиграли оба матча в рамках одного чемпионата страны у самого принципиального соперника. По словам Карреры, «прежде чем стать командой, мы стали семьёй».
Невыразительная победа «Спартака» над «Томью» в рамках 27-го тура стала причиной первого отказа всегда открытого и располагающего к общению итальянского тренера от обязательного общения с журналистами после матча.

«Без пяти минут чемпион „Спартак“ нехарактерно для себя из-под палки сыграет дома с „Томью“. После победы — 1:0 Каррера, никого не поздравив, сразу рванёт в раздевалку, проигнорирует флеш-интервью и пресс-конференцию. В раздевалке он разобьет о стену тарелку, сломает доску — и тотчас уедет. Потому что перед 42 тысячами зрителей (а не теми 19, которые пришли на его первый матч против „Крыльев“) так „возить тачку“ нельзя. Товарищам, говорят, придётся успокаивать разгневанного тренера полночи».— Из книги Игоря Рабинера «Как возрождали „Спартак“»
Он не обратил внимание ни на кого, только на выходе с арены подошёл к болельщикам: причин для отказа от общения с ними, по его словам, не существовало. Первое объяснение такого поступка Карреры о том, что он «был просто голоден и спешил на трансляцию туринского дерби „Ювентуса“ с „Торино“» вызвало улыбку у многих. Впоследствии Массимо объяснил это состояние наличием «веских причин», а именно «очень личным, глубоко сидевшим внутри», «накопленным клубком эмоций в тот день». Дело в том, что для него «очень важно, как играет команда — иногда это даже важнее результата». Он предпочтёт, чтобы «команда сыграла в хороший футбол пусть и проиграла, чем выиграла, играя плохо»: такой футбол не в его вкусе. И молчание, по его словам, в тот день было «оптимальным для него вариантом, которое, как оказалось впоследствии, обернулось золотом». Последующее поражение «Зенита» от «Терека» лишило клуб из Санкт-Петербурга возможности опередить красно-белых в турнирной таблице и позволило «Спартаку» Карреры за три тура до окончания первенства 2016/2017 годов стать чемпионом России и вернуть титул спустя 16 лет. Массимо признался, что даже заплакал, так как это стало для него «очень эмоциональным моментом».

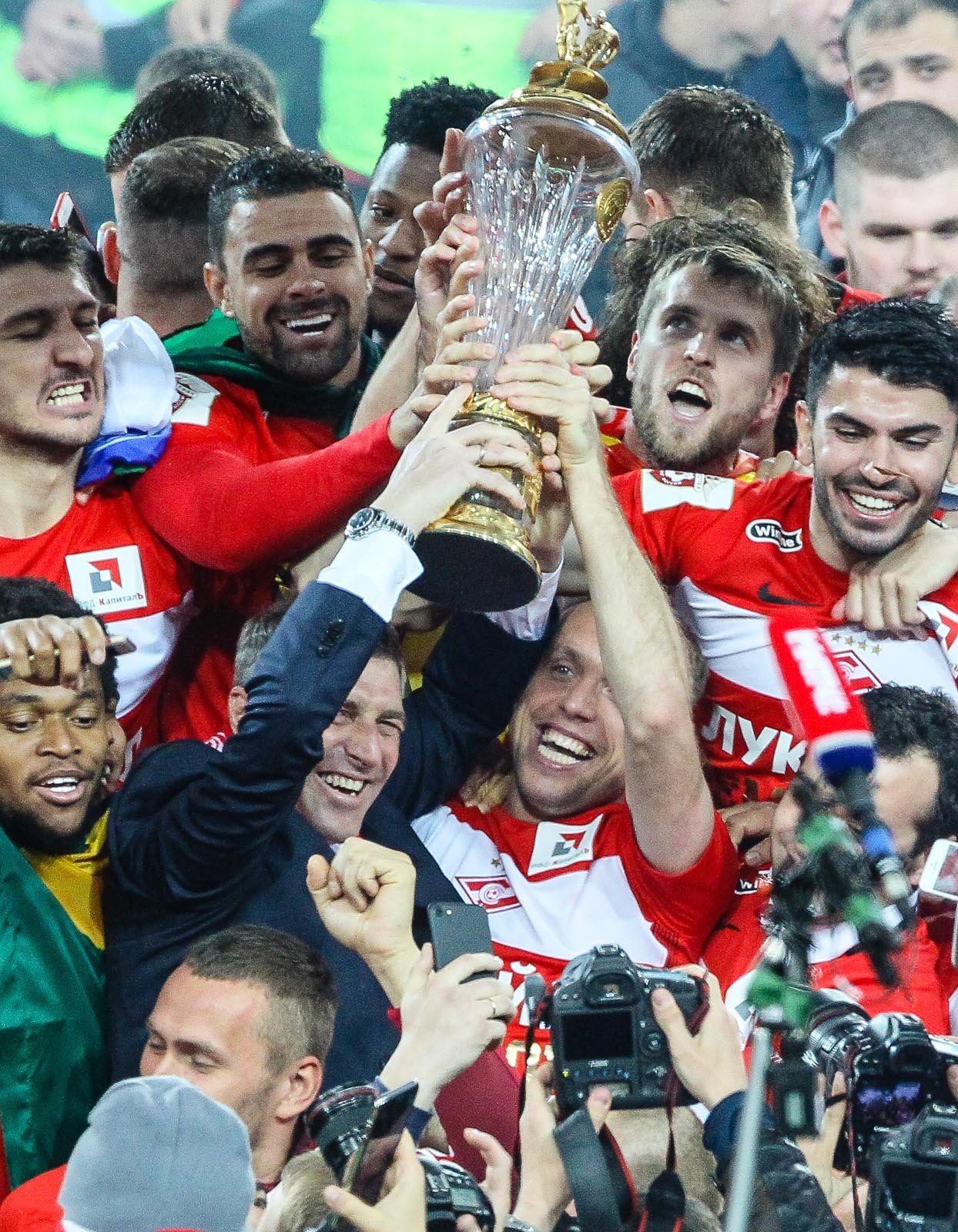
Каррера (слева) и игроки на церемонии награждения за победу в чемпионате

Победа над «Амкаром» в 28-м туре со счётом 1:0 стала для «Спартака» 11-й с таким счётом и позволила красно-белым установить рекорд чемпионатов России по этому показателю. Каррера заявил, что будет рад, если в следующем сезоне команде удастся выиграть 30 матчей со счётом 1:0, так как, по его словам, для него результат всегда стоит на первом месте: «хорошо играть качественно, но побеждать — главное, ведь когда команда побеждает — она сильна». А за получением зрелища и спектакля Массимо пригласил всех на стадион: счёт в игре порой не отображает всего накала происходящего на поле.
Разгромив в 29 туре грозненский «Терек» со счётом 3:0, «Спартак» под руководством Карреры одержал 14-ю домашнюю победу в сезоне и побил очередной рекорд чемпионатов России, став первым клубом в истории высшего дивизиона страны, потерявшим очки лишь в одной встрече на своём стадионе в рамках одного чемпионата. При этом процент домашних побед достиг уникального значения и стал равным 93,33.
Несмотря на то, что Каррере не удалось достичь желаемого результата и завоевать в чемпионате более 70 очков, «Спартак» набрал 69 очков, что стало абсолютным рекордом в истории Российской футбольной премьер-лиги за один сезон, без учёта розыгрыша в переходном периоде 2011/12 годов. При этом команда под руководством итальянского специалиста набирала в среднем по 2,3 очка за игру, что на момент окончания сезона 2016/17 годов является лучшим показателем среди всех тренеров в российской истории красно-белых.
31 мая 2017 года стало известно о том, что Массимо достиг с клубом договорённости о продлении трудовых отношений сроком на два года. При этом специалист не подтвердил и не опроверг факт продления контракта. Агент Марко Трабукки косвенно дал понять, что данная информация соответствует действительности, сообщив, что итальянский тренер «стал москвичом до конца десятилетия». 6 июня «Спартак» официально подтвердил продление контракта с Каррерой до 31 мая 2019 года.
8 июля 2017 года во время выступления на церемонии награждения золотыми медалями чемпионата России 2016/17 Массимо прямо на сцене снял с себя медаль и положил её в левый внутренний карман пиджака, подчеркнув, что эта победа — уже история. «Мы не должны думать, что чемпионство даст нам преимущество над остальными в этом сезоне, — обратился он к присутствующим на сцене, назвав всех „семьёй“. — Мы должны бороться, потому что нам никто и ничего не подарит». По словам Карреры, он хочет продолжить побеждать, и желает, чтобы и его команда демонстрировала волю к победам в будущем. Леонид Федун объяснил данный жест Массимо его «сущностью»: он — «профессионал с большой буквы», зацикленный на результате, именно «таким и должен быть главный тренер».

#### Суперкубок России 2017
14 июля 2017 года «Спартак» впервые в своей истории завоевал Суперкубок России, обыграв действующего обладателя Кубка России московский «Локомотив» в дополнительное время со счётом — 2:1. При том, что ранее красно-белые трижды получали возможность побороться за трофей (2004, 2006, 2007), однако каждый раз уступали ЦСКА. По словам Дмитрия Назарова, для начала сезона команда выиграла «массимально каррерно». Георгий Джикия считает, что победа в Суперкубке — «это магия Карреры»: с приходом Массимо команда выигрывает титулы.

#### Отставка
После продажи Квинси Промеса в испанскую «Севилью» в игре «Спартака» наступил кризис. В первых девяти матчах без Промеса клуб одержал всего две победы. Помимо этого, в «Спартаке» случился скандал с отстранением капитана Дениса Глушакова от основного состава команды. Журналисты и эксперты спортивных СМИ утверждали о том, что Каррера потерял контроль над командой, и отставка тренера неизбежна.
Проигрыш от тульского «Арсенала» со счётом (2:3) стал для «Спартака» третьим подряд домашним поражением в чемпионате 2018/19. «Сегодня я провалился», — заявил Каррера после игры и впервые публично выразил сомнения в своих действиях: «может, дело во мне, может, не так состав выбираю, может, не так мотивирую игроков…».

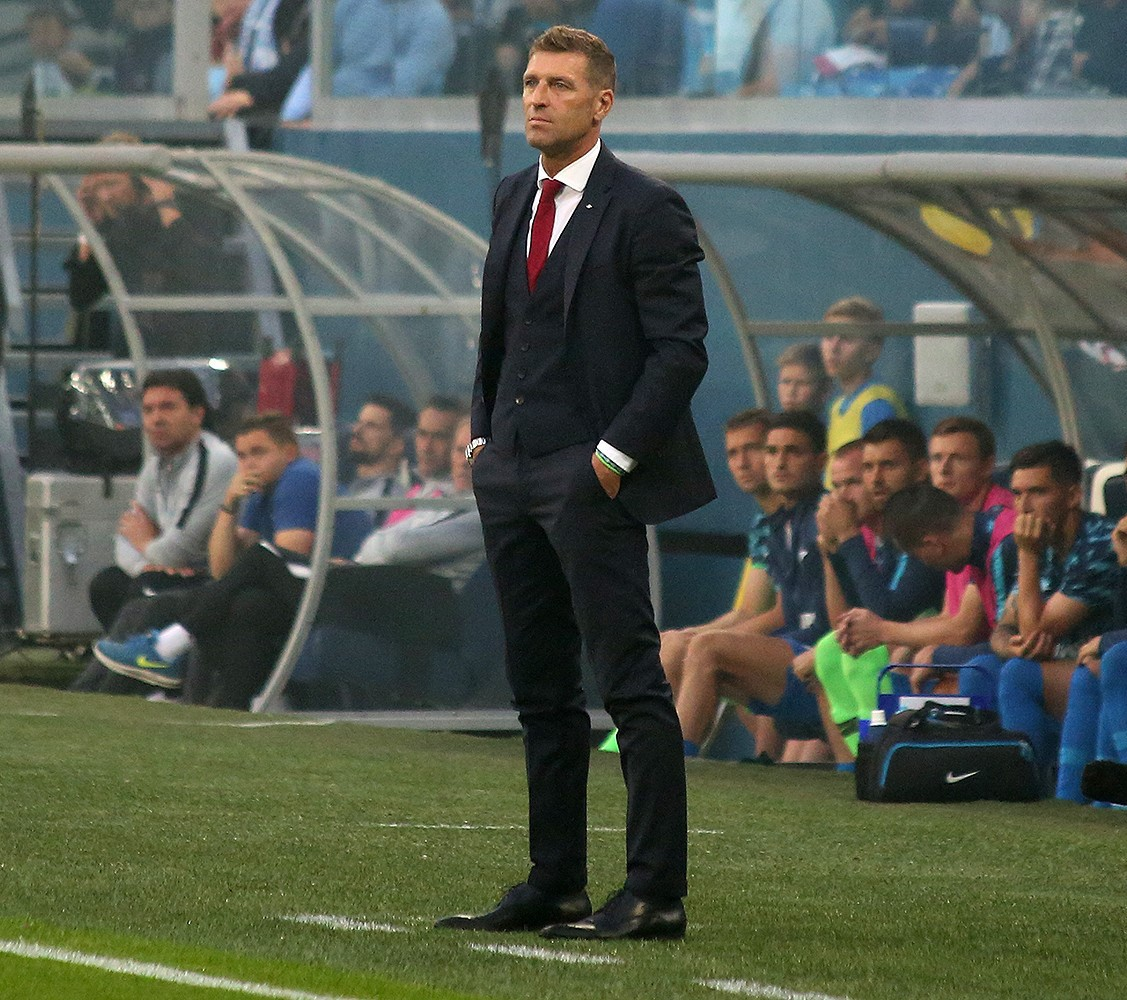
Во время матча с «Зенитом» — одного из последних на посту главного тренера «Спартака»

На следующий день 22 октября 2018 года совет директоров объявил об отставке Карреры, отметив, что «результаты и игра команды в нынешнем сезоне показали, что тенденции к улучшению нет», и это на фоне итогов прошлого сезона, которые «были признаны неудовлетворительными: ни одна из поставленных задач не была выполнена». При этом, клуб поблагодарил Массимо за проделанную работу, отметив, что «итальянец золотыми буквами вписал своё имя в историю красно-белых, став одним из творцов долгожданного чемпионства».
23 октября 2018 года объединение болельщиков «Фратрия» распространило заявление, в котором выразило «категорическое несогласие» с принятым решением об увольнении Карреры. Причём «Фратрия» не согласилась ни с сутью решения, ни с формой его принятия, отметив, что «в отставку был отправлен лучший тренер команды со времён Олега Романцева». Более того, решение об отставке было принято без учёта мнения фанатов и без какой-либо внятной замены тренеру. Объединение болельщиков не согласилось с тем, что «ответственность за неудовлетворительные результаты команды в последних играх понёс только Каррера, а иные функционеры клуба… продолжают оставаться на своих местах». «Фратрия» потребовала «отстранить Дениса Глушакова от матчей основы в связи с нарушением основных спортивных принципов и ненадлежащим исполнением роли капитана команды». Объединение болельщиков настаивает на проведении отдельной церемонии, которую тренер заслуживает. «Можно уволить Карреру, забыть все достижения, но не получится всё это так легко скормить болельщикам „Спартака“, — отмечено в заявлении. — Массимо — один из нас!».
24 октября 2018 года Каррера на прощальной пресс-конференции, созванной по его инициативе, заявил, что для него было большой честью тренировать «Спартак», отметив, что успех, связанный с выигранным спустя 16 лет чемпионством для команды, а также победой в Суперкубке, навсегда будет в его душе. Массимо поблагодарил Вагита Алекперова, Леонида Федуна, вице-президента Наиля Измайлова, Джанлуку Риоми, клуб, секретариат, аппарат, работников базы в Тарасовке, где он «чувствовал себя как дома», игроков команды, которых назвал своими детьми и семьёй и, конечно, болельщиков. По словам Карреры, ему «было бы очень приятно обнять их всех и каждого из них, и как-нибудь вечером отпраздновать». Именно то, что он стал долгожителем среди тренеров «Спартака» — заслуга болельщиков. «Я никогда не видел болельщиков, которые были бы настолько преданы тренеру, — признался Массимо. — Они навсегда, до конца моих дней, будут частичкой моего сердца». По словам Массимо, он «всегда старался быть честным» и «всех (в „Спартаке“) любил независимо от того, чем они занимаются… любил даже тех людей, которые в итоге оказались лжецами».
После окончания пресс-конференции Каррера более часа раздавал автографы и фотографировался с желающими в пресс-зале «РИА Новости», выстроившимися в очередь, — до тех пор, пока не удовлетворил всех. Уже на улице толпа болельщиков встретила итальянца скандированием «A tutti! Avanti! Massimo Carrera!» (с ит. «Вместе! Вперёд! Массимо Каррера!»). Сотрудники правоохранительных органов аккуратно свернули акцию: раздача автографов Массимо продлилась лишь в течение пяти минут.

### АЕК (Афины)
8 декабря 2019 года стал главным тренером греческого клуба АЕК из города Афины. На тот же пост претендовал Леонид Слуцкий, уволенный из нидерландского «Витесса» после пяти поражений подряд. Контракт с клубом подписал на два года. На своей презентации 10 декабря Массимо заявил журналистам: «Пришёл в АЕК, потому что хочу побеждать». «Так счастлив вернуться в работу!» — подписал Каррера выложенное в Инстаграм фото с первого тренировочного дня с новой командой.
22 декабря 2020 года Массимо покинул греческий коллектив после года работы.

### «Бари»
9 февраля 2021 года был назначен главным тренером «Бари», выступающий в итальянской Серии C. Каррера вернулся в клуб, в котором стал известным футболистом и сделал себе имя перед переходом в «Ювентус». С Каррерой был заключён краткосрочный контракт, который может быть пересмотрен в случае решения задачи — выхода команды в Серию В. На момент прихода Карреры «Бари» располагался на втором месте, отставая от лидера на 11 очков.
19 апреля 2021 года Каррера был уволен из «Бари», под его руководством команда провела 12 матчей, в которых одержала 5 побед, 3 раза сыграла вничью и 4 раза проиграла.

### «Асколи»
12 марта 2024 года возглавил «Асколи», занимавшее 18-е место в турнирной таблице Серии B. Контракт с клубом был подписан до 2025 года. 10 мая 2024 года, несмотря на победу в заключительном матче сезона над «Пизой» (2:1), «Асколи» вылетел в Серию C, заняв 18-е место в турнирной таблице. В сезоне 2024/25 коллектив под руководством Карреры набрал восемь очков в шести турах и располагался на 10-м месте в турнирной таблице Серия C. 26 сентября 2024 года «Асколи» сыграл вничью с «Карпи» (2:2), дважды уступая по ходу встречи. 27 сентября 2024 года Каррера покинул должность главного тренера «Асколи».

## Личная жизнь
Когда Каррера играл в футбольном клубе «Алессандрия», он познакомился с будущей супругой Пинни во время вечеринки у друзей. Массимо и Пинни поженились уже спустя год, 29 июня 1986 года. Семья переехала в Бари после рождения старшей дочери Франчески 30 марта 1990 года. Младшая дочь Мартина родилась 25 апреля 1995 года в Турине, где Каррера играл за «Ювентус». Летом 1996 года семья переехала в Бергамо, который стал их новым домом.

## Достижения

### В качестве игрока
«Бари»
- Победитель Серии B: 1988/89
- Обладатель Кубка Митропы: 1990

«Ювентус»
- Чемпион Италии: 1994/95
- Обладатель Кубка Италии: 1994/95
- Обладатель Суперкубка Италии: 1995
- Обладатель Кубка УЕФА: 1992/93
- Победитель Лиги чемпионов УЕФА: 1995/96

### В качестве и. о. главного тренера
«Ювентус»
- Обладатель Суперкубка Италии: 2012

### В качестве главного тренера
Командные
«Спартак» (Москва)
- Чемпион России: 2016/17
- Обладатель Суперкубка России: 2017
- Бронзовый призёр чемпионата России: 2017/18

АЕК (Афины)
- Бронзовый призёр чемпионата Греции: 2019/20
- Финалист Кубка Греции: 2019/20

Личные
- Лучший тренер сезона в РФПЛ: 2016/17[85]
- Обладатель премии болельщиков команды «Спартак» Москва — «Золотой кабан»: 2017[86][87].
- Обладатель премии «Золотая скамья»: 2017[88]

### Тренерская статистика
| Сезон                       | Команда                     | Чемпионат                   | Чемпионат | Чемпионат | Чемпионат | Чемпионат | Национальные кубки | Национальные кубки | Национальные кубки | Национальные кубки | Национальные кубки | Международные кубки | Международные кубки | Международные кубки | Международные кубки | Международные кубки | Другие кубки | Другие кубки | Другие кубки | Другие кубки | Другие кубки | Всего | Всего | Всего | Всего | Побед % | Место |
| Сезон                       | Команда                     | Вид                         | И         | В         | Н         | П         | Вид                | И                  | В                  | Н                  | П                  | Вид                 | И                   | В                   | Н                   | П                   | Вид          | И            | В            | Н            | П            | И     | В     | Н     | П     | %       | Место |
| --------------------------- | --------------------------- | --------------------------- | --------- | --------- | --------- | --------- | ------------------ | ------------------ | ------------------ | ------------------ | ------------------ | ------------------- | ------------------- | ------------------- | ------------------- | ------------------- | ------------ | ------------ | ------------ | ------------ | ------------ | ----- | ----- | ----- | ----- | ------- | ----- |
| 2012/13                     | Ювентус                     | Серия А                     | 7         | 6         | 1         | 0         | —                  | —                  | —                  | —                  | —                  | ЛЧ                  | 2                   | 0                   | 2                   | 0                   | СКИ          | 1            | 1            | 0            | 0            | 10    | 7     | 3     | 0     | 070,00  | —     |
| 2016/17                     | Спартак (Москва)            | Премьер-лига                | 29        | 21        | 3         | 5         | КР                 | 1                  | 0                  | 0                  | 1                  | —                   | —                   | —                   | —                   | —                   | СКР          | 1            | 1            | 0            | 0            | 31    | 22    | 3     | 6     | 070,97  | 1     |
| 2017/18                     | Спартак (Москва)            | Премьер-лига                | 30        | 16        | 8         | 6         | КР                 | 4                  | 3                  | 1                  | 0                  | ЛЧ+ЛЕ               | 8                   | 2                   | 3                   | 3                   | —            | —            | —            | —            | —            | 42    | 21    | 12    | 9     | 50,00   | 3     |
| 2018/19                     | Спартак (Москва)            | Премьер-лига                | 11        | 5         | 3         | 3         | КР                 | 1                  | 1                  | 0                  | 0                  | ЛЧ+ЛЕ               | 4                   | 0                   | 2                   | 2                   | —            | —            | —            | —            | —            | 16    | 6     | 5     | 5     | 40,00   | 7     |
| Всего в ФК «Спартак» Москва | Всего в ФК «Спартак» Москва | Всего в ФК «Спартак» Москва | 70        | 42        | 14        | 14        | —                  | 6                  | 4                  | 1                  | 1                  | —                   | 12                  | 2                   | 5                   | 5                   | —            | 1            | 1            | 0            | 0            | 89    | 49    | 20    | 20    | 055,06  | —     |
| 2019/20                     | АЕК (Афины)                 | Суперлига                   | 13        | 9         | 3         | 1         | КГ                 | 7                  | 3                  | 3                  | 1                  | —                   | —                   | —                   | —                   | —                   | Плей-офф     | 10           | 3            | 5            | 2            | 30    | 17    | 9     | 4     | 056,67  | 3     |
| 2020/21                     | АЕК (Афины)                 | Суперлига                   | 12        | 7         | 3         | 2         | —                  | —                  | —                  | —                  | —                  | ЛЕ                  | 8                   | 3                   | 0                   | 5                   | —            | —            | —            | —            | —            | 20    | 10    | 3     | 7     | 050,00  | 4     |
| Всего в ФК АЕК (Афины)      | Всего в ФК АЕК (Афины)      | Всего в ФК АЕК (Афины)      | 25        | 16        | 6         | 3         | —                  | 7                  | 3                  | 3                  | 1                  | —                   | 8                   | 3                   | 0                   | 5                   | —            | 10           | 3            | 5            | 2            | 50    | 27    | 12    | 11    | 054,00  | —     |
| 2020/21                     | Бари                        | Серия C                     | 12        | 5         | 3         | 4         | —                  | —                  | —                  | —                  | —                  | —                   | —                   | —                   | —                   | —                   | —            | —            | —            | —            | —            | 12    | 5     | 3     | 4     | 041,67  | 4     |
| Всего за карьеру            | Всего за карьеру            | Всего за карьеру            | 114       | 69        | 24        | 21        | —                  | 13                 | 7                  | 4                  | 2                  | —                   | 22                  | 5                   | 7                   | 10                  | —            | 12           | 5            | 5            | 2            | 161   | 86    | 40    | 35    | 053,42  | —     |